# Ernestina Méndez Reissig
Ernestina Méndez Reissig (Uruguay, 1878-1957) fue una escritora uruguaya que utilizó el seudónimo Pasifila para publicar sus composiciones en revistas literarias de su época.

## Biografía
Participó con sus versos en el semanario “La Alborada” y en la revista “Búcaro Americano” (dirigida por Clorinda Matto de Turner), entre otras publicaciones. Poemas suyos formaron parte de la antología “El Parnaso Oriental” compilado por Raúl Montero Bustamante.
Publicó dos libros de poesía y prosa, “Lágrimas” (1900, reeditado en 1902) y “Lirios” (1902). En la edición corregida y ampliada de "Lágrimas", hay traducciones de su autoría de poemas de Julieta de Mello Monteiro y Antero de Quental.

## Obra
- Lágrimas (1900, reeditado en 1902).[3]
- Lirios (1902).